# Bạch Long Vĩ
Bạch Long Vĩ (chữ Hánː 白龍尾, nghĩa: đuôi rồng trắng; tên cũ: Vô Thủy, Dạ Oanh) là một đảo, đồng thời là một đặc khu thuộc thành phố Hải Phòng, Việt Nam. Đây là đảo xa bờ nhất trong vịnh Bắc Bộ, nằm ở khoảng giữa vịnh, cách Hòn Dấu (Hải Phòng) 110 km, cách đảo Hạ Mai (Vân Đồn, Quảng Ninh) 70 km và cách mũi Đại Giác trên đảo Hải Nam (Trung Quốc) 130 km. Đảo nằm trên một trong tám ngư trường lớn của vịnh, có vị trí quan trọng trong chiến lược phát triển kinh tế, an ninh - quốc phòng biển của Việt Nam ở vịnh Bắc Bộ cũng như trong phân định vịnh Bắc Bộ.
Trong Bản đồ Stielers Handatlas 1891 ghi tên đảo là Nachtigal (tiếng Đức: Chim dạ oanh). Trên các bản đồ của Anh và một số của Pháp thì ghi tên đảo là Nightingale (Chim dạ oanh). Các tên này tương ứng với tên đảo trước những năm 1950, đảo Dạ Oanh (tiếng Trung: 夜莺岛; bính âm: Yèyīng Dǎo).

Bản đồ Stielers Handatlas 1891 (trích phần Đông Dương) ghi tên đảo là Nachtigal (Chim dạ oanh)

## Địa lý
Đảo Bạch Long Vĩ có dạng hình tam giác, dài 3 km (hướng đông bắc - tây nam), rộng 1,5 km (tây bắc - đông nam) với chu vi khoảng 6,5 km. Đảo có diện tích khoảng 1,78 km² ở mức triều cao nhất và khoảng 2.33 km² ở mức triều thấp nhất. Địa hình trên đảo là một dải đồi cao nhưng khá thoải với 62,5% diện tích đất có góc dốc dưới 5°. Quanh đảo là vùng bãi triều và bãi biển với diện tích khoảng 1,3 km², chủ yếu hình thành từ thềm đá gốc bị mài mòn bởi sóng. Có nhiều mỏm đá ngầm và rãnh ngầm sát bờ đảo. Khí hậu của đảo có hai mùa chính: mùa mưa diễn ra từ tháng 5 đến tháng 8 còn mùa khô kéo dài từ tháng 10 đến tháng 3. Nhiệt độ không khí trung bình khoảng 23,3 °C; lượng mưa trung bình năm là 1.031 mm. Trung bình thì khoảng một đến hai cơn bão tràn qua đảo mỗi năm.

### Địa chất
Trên bình đồ kiến trúc kiến tạo, khu vực Bạch Long Vĩ nằm trên một khối nâng hướng Đông Bắc - Tây Nam, tại cánh Tây Bắc của bể trầm tích Kainozoi Sông Hồng, ở vị trí tiếp giáp về phía Đông với bể nội lục Bắc Vịnh Bắc Bộ. Đảo được cấu tạo từ  trầm tích Hệ tầng Phù Thủy Châu tuổi Oligocen dày khoảng 200m và Hệ tầng Hoạ Mi, tuổi Miocen giữa - Pliocen dày 55 - 60m, phủ bất chỉnh hợp lên hệ tầng Phủ Thủy Châu. Các trầm tích lục nguyên hai hệ tầng này phân lớp, xen nhịp cát kết, bột kết và sét kết, nghiêng oằn về phía Bắc – Tây Bắc. Trầm tích bãi biển chủ yếu cuội, sạn, cát cacbonat, phân bố tập trung ở phía Nam, có thành phần cơ học rất thay đổi theo mặt cắt ngang bãi, dọc cung bờ và biến đổi theo mùa gió, phản ảnh sự thay đổi tương quan bồi - xói do động lực sóng theo mùa. Trầm tích hiện đại vùng biển ven bờ gồm có nhóm vụn thô và nhóm nguồn gốc sinh vật (san hô, thân mềm v.v.). Trầm tích vụn thô cacbonat thành phần cuội, sỏi, sạn, cát  phân bố từ đới triều cho đến độ sâu 10 - 15m, phủ thành lớp mỏng không liên tục trên bề mặt nền đá gốc và tập trung ở phía TN và TB đảo. Từ độ sâu 25 - 30m trở ra, cát lục nguyên chiếm ưu thế .

## Từ nguyên
Tên đảo Bạch Long Vĩ (白龍尾) có nghĩa là "đuôi rồng trắng". Một số truyền thuyết cho rằng khi người Việt mới lập nước đã bị giặc ngoại bang, Ngọc Hoàng sai Rồng Mẹ mang theo một đàn Rồng Con xuống hạ giới giúp người Việt đánh giặc. Thuyền giặc từ ngoài biển ào ạt tiến vào bờ vừa lúc đàn Rồng tới hạ giới. Đàn Rồng lập tức phun ra lửa thiêu cháy thuyền giặc, một phần nhả Châu Ngọc dựng thành một bức tường đá sừng sững làm cho thuyền giặc đâm phải mà vỡ tan, chặn đứng bước tiến của ngoại bang.
Sau khi giặc tan, thấy cảnh mặt đất thanh bình, cây cối tươi tốt, con người nơi đây lại cần cù, chịu khó, đoàn kết giúp đỡ nhau, Rồng Mẹ và Rồng Con không trở về trời mà ở lại hạ giới, nơi vừa diễn ra trận chiến để muôn đời bảo vệ con dân Đại Việt. Vị trí Rồng Mẹ đáp xuống là Hạ Long; nơi Rồng Con đáp xuống là Bái Tử Long và nơi đuôi đàn rồng quẫy nước trắng xoá là Bạch Long Vĩ.
Tuy nhiên, truyền thuyết này dường như ứng với bán đảo Bạch Long Vĩ (có địa thế tựa như đuôi rồng) ở phía Nam tỉnh Quảng Tây Trung Quốc vốn có lịch sử lâu đời hơn nhiều. Sau khi bán đảo này bị cắt cho Trung Quốc theo Hiệp ước Pháp Thanh 1887 thì tên Bạch Long Vĩ được đặt lại cho đảo Vô Thủy  (Bạch Long Vĩ bây giờ).

## Lịch sử
Cho đến tận đầu thế kỉ 20 thì vẫn chưa có dân cư sống trên đảo mà chỉ có ngư dân ghé vào trú bão. Vì không tìm được nguồn nước nên con người không định cư và đảo còn có tên Vô Thủy ("không có nước"). Ngoài ra đảo còn có tên là Hải Bào (do biển có nhiều bào ngư) hoặc Phù Thủy Châu ("viên ngọc nổi trên mặt nước").
Năm 1887, thực dân Pháp và nhà Thanh ký Công ước Pháp-Thanh 1887 phân chia lại đường biên giới giữa Bắc Kỳ và Trung Hoa. Đảo Bạch Long Vĩ nằm về phía tây kinh tuyến 105°43'Đ (kinh tuyến Paris làm gốc) nên thuộc về xứ Bắc Kỳ. Cũng theo hiệp ước này thì toàn bộ bán đảo Bạch Long Vĩ vốn lâu đời hơn rất nhiều đã bị cắt cho Trung Quốc nên tên Bạch Long Vĩ được đặt lại cho đảo này. Năm 1920, dân từ Quảng Yên (Bắc Kỳ) và Hải Nam (Trung Quốc) bắt đầu kéo tới đây sau khi người ta phát hiện nguồn nước ngọt ở phía nam đảo. Năm 1937, vua Bảo Đại phái 12 người đến đảo để lập đồn canh phòng và xây dựng chế độ lý trưởng. Thời Pháp thuộc, lộ trình tuần tra định kì của Pháp khởi đầu tại vịnh Hạ Long đến Cô Tô, Bạch Long Vĩ, vòng quanh quần đảo Hoàng Sa, quay lại dọc bờ biển Trung Kỳ rồi kết thúc ở Cát Bà.
Đến thời Thế chiến 2, Nhật đảo chính Pháp ở Đông Dương và tước khí giới của quân lính Bảo Đại đóng trên đảo. Năm 1946, Pháp quay trở lại Đông Dương và khôi phục lại chế độ cai trị trên đảo.
Năm 1949, Quốc dân đảng Trung Quốc thua trận chạy ra đảo Đài Loan và chiếm đảo Bạch Long Vĩ. Tháng 7 năm 1955, Quân Giải phóng Nhân dân Trung Quốc tấn công quân Quốc dân đảng và kiểm soát đảo này.
Ngày 16 tháng 1 năm 1957, Việt Nam Dân chủ Cộng hoà tiếp thu đảo từ Cộng hòa Nhân dân Trung Hoa. Cũng trong ngày này, Thủ tướng Chính phủ Việt Nam Dân chủ Cộng hoà ký Nghị định số 49/TTg quy định đảo Bạch Long Vĩ là xã trực thuộc Uỷ ban nhân dân thành phố Hải Phòng.
Cuối năm 1965, Không quân Hoa Kỳ tăng cường ném bom miền Bắc Việt Nam khiến toàn bộ dân cư của đảo phải sơ tán về đất liền. Suốt từ đó đến tận năm 1992 thì đảo này chỉ có quân đồn trú là Tiểu đoàn 152 (sau này là Trung đoàn 952 Vùng I hải quân).
Ngày 9 tháng 12 năm 1992, Chính phủ Việt Nam ra Nghị định số 15/NĐ/CP thành lập huyện Bạch Long Vĩ thuộc thành phố Hải Phòng. Ngày 26 tháng 2 năm 1993, Hải Phòng tổ chức đưa 62 thanh niên xung phong và một số hộ ngư dân đầu tiên ra đảo. Ngày 27 tháng 7 năm 1994, Thủ tướng Chính phủ Việt Nam ký quyết định số 379/TTg phê duyệt Luận chứng kinh tế kỹ thuật tổng thể xây dựng huyện đảo Bạch Long Vĩ thành một đơn vị hành chính cấp huyện phát triển kinh tế - quốc phòng - xã hội toàn diện, một trung tâm dịch vụ hậu cần nghề cá của ngư trường vịnh Bắc Bộ. Nghị quyết số 32/NQ-TW của Bộ Chính trị Ban Chấp hành Trung ương Đảng Cộng sản Việt Nam (khoá IX) giao Bộ Thủy sản và Tổng cục Du lịch (Việt Nam) nghiên cứu xây dựng đảo Bạch Long Vĩ sớm trở thành trung tâm chế biến và dịch vụ hậu cần nghề cá cho các tỉnh ven biển Bắc Bộ.
Ngày 16 tháng 6 năm 2025, Ủy ban Thường vụ Quốc hội bàn hành Nghị quyết sắp xếp các đơn vị hành chính cấp xã thuộc thành phố Hải Phòng năm 2025. Theo đó, sắp xếp toàn bộ diện tích tự nhiên, quy mô dân số của huyện Bạch Long Vĩ thành đặc khu có tên gọi là đặc khu Bạch Long Vĩ.

## Kinh tế
Năm 2005, giá trị sản xuất theo giá thực tế của huyện Bạch Long Vĩ là 48,67 tỷ đồng Việt Nam, trong đó cao nhất là thương mại (21,1 tỷ đồng, riêng hàng tiêu dùng hộ cá thể chiếm 13 tỉ) và công nghiệp chế biến (8 tỷ đồng).
Hệ thống âu thuyền, cầu cảng, trạm,...có thể đáp ứng gần hai mươi nghìn lượt tàu đánh bắt thủy hải sản trên vịnh Bắc Bộ vào neo đậu tránh bão, mua bán hải sản, tiếp dầu, lương thực, nước ngọt. Trên đảo có trường mầm non, trường tiểu học, bệnh viện, chùa,...Hiện người ta còn triển khai xây dựng hồ chứa nước ngọt, hệ thống thủy lợi, xây dựng trại sản xuất giống bào ngư,...

## Khu bảo tồn biển
Khu bảo tồn biển Bạch Long Vĩ được Thủ tướng Chính phủ Việt Nam ký Quyết định số 2630/QĐ-TTg thành lập vào ngày 31 tháng 12 năm 2013 để bảo vệ các đối tượng gồm: hệ sinh thái rạn san hô, hệ sinh thái rong biển - cỏ biển, bãi giống, bãi đẻ và các loài thủy sinh vật sinh sống tại khu vực khu bảo tồn. Cá voi và cá heo có thể sống quanh đảo. Khu bảo tồn có phạm vi là vùng đất liền trên đảo và ven bờ biển có ranh giới bên ngoài xác định theo đường nối các điểm lồi của đường đẳng sâu 30 m, có vĩ độ trải từ 20º07'35" đến 20º08'36" vĩ Bắc và kinh độ trải từ 107º42'20" đến 107º44'15" kinh Đông. Tổng diện tích khu bảo tồn biển Bạch Long Vĩ là 27.008,93 ha, trong đó 2.570,15 ha thuộc phạm vi bảo vệ nghiêm ngặt.
Đa dạng sinh học
Vùng biển đảo Bạch Long Vĩ  đã ghi nhận được tổng số 1.502 loài sinh vật, trong đó có 1.090 loài sinh vật biển, 367 loài thực vật trên cạn và 45 loài chim, lưỡng cư và bò sát. Rạn san hô quanh đảo Bạch Long Vĩ có 94 loài, thuộc loại tốt nhất ở miền Bắc, độ phủ trước đây nhiều chỗ đạt tới 90% vào năm 1993, đến năm 1998 - 1999 chỉ còn 30 - 50% và hiện nay ở mức thấp hơn. Khu hệ cá biển có tới 451 loài đã được được phát hiện. Nhiều loài động, thực vật có giá trị kinh tế cao. Có 28 loài thuộc loại loài quý hiếm được ghi trong Sách Đỏ Việt Nam đang có nguy cơ bị tuyệt chủng hoặc có giá trị về khoa học và sinh thái. Điển hình là: Phong ba (Argusia argentea), Cốc đỏ (Lumnitzera littorea), Rắn ráo thường (Ptyas korros), San hô lỗ đỉnh Đài Loan (Acropora formosa), Bào ngư (Haliotis diversicolor), Ốc đụn đực (Tectus pyramis), Trai vệ nữ (Pteria penguin), cá Heo bướu lưng Ấn Độ dương (Sousa chinensis chinensis), đồi mồi (Eretmrochelys  imbricata), rùa da (Dremochelys  coriacea)...

## Hành chính
Huyện Bạch Long Vĩ trước kia không phân chia thành các đơn vị hành chính cấp xã, thay vào đó chính quyền cấp huyện trực tiếp quản lý về mọi mặt.
Sau khi chuyển thành đặc khu, Bạch Long Vĩ là 1 trong 114 đơn vị hành chính cấp xã trực thuộc thành phố Hải Phòng.

## Sản vật
Bào ngư Bạch Long Vĩ